# Joyride
A Joyride a svéd Roxette duó 3. stúdióalbuma, mely az EMI kiadásában jelent meg 1991. március 28-án a nemzetközileg is sikeres Look Sharp! és az It Must Have Been Love című kislemez után, mely a Micsoda nő! című film egyik betétdala volt. Az albumot 11 hónapos időszak alatt vették fel Svédországban, azonban a duóra jelentős nyomást gyakorolt a lemezkiadó a biztos siker érdekében, hogy Los Angelesbe költözzenek a lemezfelvétel idejére, és együtt dolgozzanak egy tapasztalt amerikai producerrel. A duó azonban megtagadta ezt, és hazájukban készítették el a felvételeket.
Az album szintén kereskedelmi siker volt, és több országban is a multi platina helyezést ért el. Az album a toplisták élére került, és továbbra is a legnépszerűbb album volt Argentínában, Ausztriában, és Németországban is. A Joyride, a Fading Like a Flower (Every Time You Leave Me), a The Big L. és a Church of Your Heart című dalok kislemezen is megjelentek. A duó széles körben turnézott a Join the Joyride! Tour turné keretében, és négy kontinensen több mint 1.7 millió ember láthatta őket. Az albumból világszerte 2001 óta több mint 11 millió példányt értékesítettek.

## Előzmények és felvételek
Az album előkészületeit Per Gessle 1990 februárjában már megkezdte a Tits & Ass Stúdióban Halmstadban, amelyet Mats "MP" Persson vezető gitárosával – az egykori Gyllene Tider nevű együttesének tagjával három hét alatt tíz dal kezdetleges demó változatát rögzítette, majd Marie Fredriksson is csatlakozott hozzájuk, melynek az lett a következménye, hogy az anyag egy részét újra felvették. Április végére több mint huszonöt dal demó változatát készítették el.
Az elkészült demó változatokat májusban átvitték a stockholmi EMI Stúdióba, ahol Gessle és Fredriksson mellé csatlakozott Clarence Öfwerman producer. Az előző album sikerét meglovagolva a lemezkiadó nagy nyomást gyakorolt a biztos siker felé, és arra ösztönözték a zenekar tagjait, hogy Los Angelesbe költözzenek, ahol együtt dolgozhatnak neves amerikai producerekkel, és zenészekkel. Azonban a duó megtagadta ezt, és úgy döntöttek, hogy saját hazájukban veszik fel az albumot olyan svéd zenészekkel, akikkel már együtt dolgoztak. Gessle elég intenzívnek nevezte a kiadó által gyakorolt nyomást, mivel az EMI majdnem az Egyesült Államokban fektette be azt a 2 millió dollárt, melyet a Joyride promóciójára akart fordítani. Gessle később azt nyilatkozta, hogy amikor az album dalait írta, tudta, hogy a Joyride nagy sikereket fog elérni, azzal szemben, hogy a Look Sharp! is milliós eladásokat produkált. Szerencsés volt, hogy a Micsoda nő! című film betétdala által a világ nem feledkezett meg róluk. Az album felvételei alatt mindannyian nagyon motiváltak voltak, annak ellenére, hogy kb. 30 dal született az albumra, és tudták, hogy az albummal szemben nagyon sok egyedi dologra kell összpontosítani.
Az album összes dalszövegét Gessle írta, aki szintén nagy részben részt vett a zeneszerzésben is. Kivéve a Spending My Time, "(Do You Get) Excited? és a "Perfect Day" című dalok, melyeket Perssonnal közösen írtak. Fredriksson a "Hotblooded" című dal zenéjének írásába segédkezett közösen a szerzőkkel, azonban a   "Watercolors in the Rain" az egyetlen dal, melyet egyedül komponált. A zenékhez azokat a szövegeket használta, melyeket Gessle évekkel ezelőtt írt.

## Kislemezek és promóciók
A Joyride volt az első dal, mely kislemezen jelent meg először, és ez lett a Roxette egyik legnagyobb slágere, és 1991-ben a legsikeresebb kislemez. A dal hazájukban, és számos más ország slágerlistájának élén szerepelt. A dal nyolc hétig volt első helyezett Németországban, ahol  Bundesverbank Musikindustrie arany helyezéssel jutalmazta a 250.000 példányt meghaladó eladás végett. Ausztráliában három hétig volt lista első, míg az Egyesült Államokban a 4. és egyben utolsó első helyezést elért daluk lett.A dal a kanadai kislemezlistán is az első helyen volt, ahol 1992-ben Juno díjra jelölték az együttest, mint külföldi művész legjobban eladott kislemezének. A Fading Like a Flower (Every Time You Leave Me) a 2. kimásolt kislemez volt az albumról, mely szintén slágerlistás lett, különösen Észak-Amerikában, Kanadában, ahol szintén a 2. helyen szerepelt a Billboard Hot 100-as listán. Első helyen Bryan Adams "Everything I Do I Do It For You" című dala volt. A The Big L. augustusban jelent meg – Észak-Amerikán kívül – harmadik kimásolt kislemezként. A dal Top 20-as sláger volt.
Szeptemberben a Roxette elindította a Join' the Joyride! turnét, melynek első állomása Helsinkiben volt. A zenekar 100 koncertet adott a világban, így több mint 1,7 millió ember előtt játszottak. Felléptek Európában, Ausztráliában, valamint Észak – és Dél-Amerikában is. A Dél-Amerikai turné kifejezetten sikeres volt, mert a 13 koncert alatt közel 350.000 ember vett részt a koncerten, melynek eredményeképpen az album eladásai 27%-kal növekedtek.
1991 végén az SBK , Crysalis és az EMI Records lemezkiadók egyesültek, és létrejött az EMI Records Group Észak-Amerika. Az egyesülés azt eredményezte, hogy az új társaság azt látta, hogy a Roxette kevés támogatást kap az új kiadótól. Az album későbbi kislemezei a Spending My Time, Church of Your Heart 32. illetve 36. helyezésével ellentétben a duó korábbi kislemezei a slágerlista élén voltak. A "(Do You Get) Excited? című dalhoz videoklip is készült, azonban a kislemez megjelenést később visszavonták.

## Megjelenés és promóció
Az EMI kiadó 1991. március 28-án jelentette meg világszerte az albumot, mely CD, MiniDisc, DCC és LP formátumban is napvilágot látott változó számlistákkal. A CD és kazettás kiadások 15 dalt tartalmaztak, kivéve az összes Észak-Amerikai kiadást, melyben nem szerepelt az "I Remember You" című dal. Ezt a "Soul Deep" újra felvett változatával pótolták. Melynek eredetije az első Pearls of Passion című stúdióalbumukon szerepelt. Az album LP verziója 12 dalt tartalmazott, kihagyva az "I Remember You" és a "Soul Deep", és Church of Heart című dalokat. Az albumot 2009-ben újra megjelentették CD-n, és elérhető volt különböző digitális platformokon is, ahol le lehetett tölteni. Az újbóli kiadás az eredeti 15 számos számlistát tartalmazta, valamint B. oldalas dalokat. bónusz zeneszámokat az iTunes-ban is le lehetett tölteni, úgy mint a "Come Back Before You Leave" a "Joyride" US Single változatát is, egy Humberto Gatica remixet, a Fading Like a Flower (Every Time You Leave Me) című dalt is.
Az album borítóját Kjell Andersson tervezte, mely élénk színű képekből áll, felidézve az Észak-Amerikai karneválok és vidámparkok hangulatát. A borítót továbbá a The Beatles 1967-es Magical Mistery Tour EP-je ihlette. Az album fotókat Mattias Edwall készítette, a dizájnt a magyar származású Mihael Várhelyi alkotta, aki később művészeti vezetője lett a "Girl in the Dragon Tatoo" című 2011-es filmnek is. A Beatles volt turné menedzsere Dave Edwards hangja, mint narrátor is hallható az albumon. Gessle elmondta, hogy az album címe egy Paul McCartney interjúból származik, amikor John Lennon-nal közös dalait "Long Joyride"-nak nevezte.

## Kritikák
| Értékelések          |           |
| Értékelő             | Értékelés |
| AllMusic             | [ 18 ]    |
| Rolling Stone        | [ 19 ]    |
| Entertainment Weekly | B+        |

Az album általában pozitív visszajelzéseket kapott a zenekritikusoktól. Az AllMusic úgy nyilatkozott, hogy a két művész munkájának siker csúcsát jellemzi, hogy a legtöbb dal úgy hangzik, mintha egyedülálló slágereket hoztak volna létre, és nem csak két vagy három jó dal található az albumon. Az Entertainment Weekly összehasonlította a duót az ABBA-val, mondván méltó utódaiknak számítanak. Ezzel szemben a JD Considine a Rolling Stone kritikusa, mondta, hogy bár hasonlít a Roxette az ABBA-hoz, zenéjükben mégis különböznek. Dicsérte a duót előadásmódja szerint, melynek során a duó és ABBA között a személyiségérzetben vannak különbségek. A Roxette nem csupán jól megépített dallamokat közvetít az emberek felé, hanem a zenének szíve is van, mely még jobban vonzóvá teszi a dallamot is.

## Díjak
1992-ben a Roxettet számos Grammy-díjra jelölték. A The Big L. az év zenei videója jelölést kapta, a Joyride az év pop csapatának díját nyerte meg. Gessle az év művésze és zeneszerzője díjra jelölték, míg az album gitárosát Jonas Isaacson az év különleges díját nyerte el. A Roxette ebben az évben a Rockbjörnen díjat is megnyerte, és elnyerte a legjobb pop csapat díját mind a 92-es és 93-as években. Az album a legjobb albumnak járó díjat kapta meg 1991-ben.
A duót különböző nemzetközi díjakra is jelölték. 1991-ben a Brit Awards díjkiosztón maguk mögött hagyva az INXS-t. A "Joyride" videoklipje az International Viewer Choice Awards díjkiosztón, és az MTV Video Music Awards, és ARIA Music Awards rendezvényen a legnépszerűbb nemzetközi együttes díját is átvehette. Németországban 1991-ben a legjobb pop-rock együttesnek járó Bravo díjat vehették át, és 1992-ben az Év Nemzetközi Együttese kategóriájában is díjat vehettek át.

## Sikerek
Az album azonnali siker volt. Világszerte több mint 2,2 millió példányt adtak el a kiadástól számított egy hónapon belül. Svédországban hét hétig volt slágerlistás első helyezés, ahol hatszoros platina helyezéssel díjazták a több mint 600.000 eladott példányszám alapján. A norvég albumlistán kilenc hétig volt listaelső, majd további 8 hétig a 2. helyen volt. Az album hatalmas siker volt Németországban, ahol a 6. helyen debütált, majd a következő héten a csúcsra emelkedett. Összességében 13 egymást követő hétig volt a német albumlistán, és további öt hétig a második helyen. A BVMI hétszeres arany minősítéssel díjazta az albumot, a több mint 1,75 millió eladott példányszám alapján, melynek során továbbra is az országban minden idők legkelendőbb albuma lett. A "Joyride" 11 hétig volt első az osztrák albumlistán, ahol az az IFPI háromszoros platina helyezéssel jutalmazta a több mint 150.000 eladott példányszám alapján. Svájcban 16 hétig volt első helyezett, ami rekordnak számít az országban, és négyszeres platina helyezést kapott a több mint 200.000 eladott darabok végett.
A brit albumlistán a 2. helyen debütált az album, az első helyet az Eurythmics "Greatest Hits"  című albuma birtokolta. Az országban 49 hétig volt slágerlistás helyezés  a BPI dupla platina helyezéssel jutalmazta a több mint 600.000 eladott példányszám alapján. Hasonlóképpen az ausztrál albumlistán is a 2. helyet sikerült csak megszereznie az Eurythmics Greatest Hits összeállítása mögött. Az ARIA platina helyezéssel jutalmazta az albumot. A Billboard 200-as listán a 49. helyen debütált 1991. április 20-án. A RIAA 1991 júliusában platina helyezéssel jutalmazta az albumot. 2005-től több mint 1,3 millió példányt értékesítettek az Egyesült Államokban  Kanadában a 3. helyet érte el, ahol 500.000 példányszám talált gazdára. Argentínában közel fél millió példányt adtak el az albumból. 2001 óta világszerte több mint 11 millió példányt értékesítettek 

## Számlista
Az összes dalszöveg szerzője Per Gessle; az összes szám szerzője Gessle, except where noted.
| Joyride Eredeti CD és kazetta megjelenés | Joyride Eredeti CD és kazetta megjelenés       | Joyride Eredeti CD és kazetta megjelenés | Joyride Eredeti CD és kazetta megjelenés | Joyride Eredeti CD és kazetta megjelenés | Joyride Eredeti CD és kazetta megjelenés | Joyride Eredeti CD és kazetta megjelenés | Joyride Eredeti CD és kazetta megjelenés | Joyride Eredeti CD és kazetta megjelenés | Joyride Eredeti CD és kazetta megjelenés |
| #                                        | Cím                                            | Hossz                                    |                                          |                                          |                                          |                                          |                                          |                                          |                                          |
| ---------------------------------------- | ---------------------------------------------- | ---------------------------------------- | ---------------------------------------- | ---------------------------------------- | ---------------------------------------- | ---------------------------------------- | ---------------------------------------- | ---------------------------------------- | ---------------------------------------- |
| 1.                                       | Joyride                                        | 4:24                                     |                                          |                                          |                                          |                                          |                                          |                                          |                                          |
| 2.                                       | Hotblooded                                     | 3:18                                     |                                          |                                          |                                          |                                          |                                          |                                          |                                          |
| 3.                                       | Fading Like a Flower (Every Time You Leave Me) | 3:52                                     |                                          |                                          |                                          |                                          |                                          |                                          |                                          |
| 4.                                       | Knockin' on Every Door                         | 3:56                                     |                                          |                                          |                                          |                                          |                                          |                                          |                                          |
| 5.                                       | Spending My Time                               | 4:36                                     |                                          |                                          |                                          |                                          |                                          |                                          |                                          |
| 6.                                       | I Remember You                                 | 3:54                                     |                                          |                                          |                                          |                                          |                                          |                                          |                                          |
| 7.                                       | Watercolours in the Rain                       | 3:40                                     |                                          |                                          |                                          |                                          |                                          |                                          |                                          |
| 8.                                       | The Big L.                                     | 4:26                                     |                                          |                                          |                                          |                                          |                                          |                                          |                                          |
| 9.                                       | Soul Deep                                      | 3:34                                     |                                          |                                          |                                          |                                          |                                          |                                          |                                          |
| 10.                                      | (Do You Get) Excited?                          | 4:16                                     |                                          |                                          |                                          |                                          |                                          |                                          |                                          |
| 11.                                      | Church of Your Heart                           | 3:16                                     |                                          |                                          |                                          |                                          |                                          |                                          |                                          |
| 12.                                      | Small Talk                                     | 3:53                                     |                                          |                                          |                                          |                                          |                                          |                                          |                                          |
| 13.                                      | Physical Fascination                           | 3:27                                     |                                          |                                          |                                          |                                          |                                          |                                          |                                          |
| 14.                                      | Things Will Never Be the Same                  | 4:26                                     |                                          |                                          |                                          |                                          |                                          |                                          |                                          |
| 15.                                      | Perfect Day                                    | 4:05                                     |                                          |                                          |                                          |                                          |                                          |                                          |                                          |
| 59:02                                    |                                                |                                          |                                          |                                          |                                          |                                          |                                          |                                          |                                          |

| Joyride Eredeti Észak-Amerikai CD és kazetta megjelenés | Joyride Eredeti Észak-Amerikai CD és kazetta megjelenés | Joyride Eredeti Észak-Amerikai CD és kazetta megjelenés | Joyride Eredeti Észak-Amerikai CD és kazetta megjelenés | Joyride Eredeti Észak-Amerikai CD és kazetta megjelenés | Joyride Eredeti Észak-Amerikai CD és kazetta megjelenés | Joyride Eredeti Észak-Amerikai CD és kazetta megjelenés | Joyride Eredeti Észak-Amerikai CD és kazetta megjelenés | Joyride Eredeti Észak-Amerikai CD és kazetta megjelenés | Joyride Eredeti Észak-Amerikai CD és kazetta megjelenés |
| #                                                       | Cím                                                     | Hossz                                                   |                                                         |                                                         |                                                         |                                                         |                                                         |                                                         |                                                         |
| ------------------------------------------------------- | ------------------------------------------------------- | ------------------------------------------------------- | ------------------------------------------------------- | ------------------------------------------------------- | ------------------------------------------------------- | ------------------------------------------------------- | ------------------------------------------------------- | ------------------------------------------------------- | ------------------------------------------------------- |
| 1.                                                      | Joyride                                                 | 4:24                                                    |                                                         |                                                         |                                                         |                                                         |                                                         |                                                         |                                                         |
| 2.                                                      | Hotblooded                                              | 3:18                                                    |                                                         |                                                         |                                                         |                                                         |                                                         |                                                         |                                                         |
| 3.                                                      | Fading Like a Flower (Every Time You Leave)             | 3:52                                                    |                                                         |                                                         |                                                         |                                                         |                                                         |                                                         |                                                         |
| 4.                                                      | Knockin' on Every Door                                  | 3:56                                                    |                                                         |                                                         |                                                         |                                                         |                                                         |                                                         |                                                         |
| 5.                                                      | Spending My Time                                        | 4:36                                                    |                                                         |                                                         |                                                         |                                                         |                                                         |                                                         |                                                         |
| 6.                                                      | Soul Deep                                               | 3:34                                                    |                                                         |                                                         |                                                         |                                                         |                                                         |                                                         |                                                         |
| 7.                                                      | Watercolours in the Rain                                | 3:40                                                    |                                                         |                                                         |                                                         |                                                         |                                                         |                                                         |                                                         |
| 8.                                                      | The Big L.                                              | 4:26                                                    |                                                         |                                                         |                                                         |                                                         |                                                         |                                                         |                                                         |
| 9.                                                      | (Do You Get) Excited?                                   | 4:16                                                    |                                                         |                                                         |                                                         |                                                         |                                                         |                                                         |                                                         |
| 10.                                                     | Church of Your Heart                                    | 3:16                                                    |                                                         |                                                         |                                                         |                                                         |                                                         |                                                         |                                                         |
| 11.                                                     | Small Talk                                              | 3:53                                                    |                                                         |                                                         |                                                         |                                                         |                                                         |                                                         |                                                         |
| 12.                                                     | Physical Fascination                                    | 3:27                                                    |                                                         |                                                         |                                                         |                                                         |                                                         |                                                         |                                                         |
| 13.                                                     | Things Will Never Be the Same                           | 4:26                                                    |                                                         |                                                         |                                                         |                                                         |                                                         |                                                         |                                                         |
| 14.                                                     | Perfect Day                                             | 4:05                                                    |                                                         |                                                         |                                                         |                                                         |                                                         |                                                         |                                                         |
| 55:06                                                   |                                                         |                                                         |                                                         |                                                         |                                                         |                                                         |                                                         |                                                         |                                                         |

| Joyride Eredeti vinyl megjelenés | Joyride Eredeti vinyl megjelenés            | Joyride Eredeti vinyl megjelenés | Joyride Eredeti vinyl megjelenés | Joyride Eredeti vinyl megjelenés | Joyride Eredeti vinyl megjelenés | Joyride Eredeti vinyl megjelenés | Joyride Eredeti vinyl megjelenés | Joyride Eredeti vinyl megjelenés | Joyride Eredeti vinyl megjelenés |
| #                                | Cím                                         | Hossz                            |                                  |                                  |                                  |                                  |                                  |                                  |                                  |
| -------------------------------- | ------------------------------------------- | -------------------------------- | -------------------------------- | -------------------------------- | -------------------------------- | -------------------------------- | -------------------------------- | -------------------------------- | -------------------------------- |
| 1.                               | Joyride                                     | 4:30                             |                                  |                                  |                                  |                                  |                                  |                                  |                                  |
| 2.                               | Hotblooded                                  | 3:23                             |                                  |                                  |                                  |                                  |                                  |                                  |                                  |
| 3.                               | Fading Like a Flower (Every Time You Leave) | 3:54                             |                                  |                                  |                                  |                                  |                                  |                                  |                                  |
| 4.                               | Knockin' on Every Door                      | 4:00                             |                                  |                                  |                                  |                                  |                                  |                                  |                                  |
| 5.                               | Spending My Time                            | 4:39                             |                                  |                                  |                                  |                                  |                                  |                                  |                                  |
| 6.                               | Watercolours in the Rain                    | 3:39                             |                                  |                                  |                                  |                                  |                                  |                                  |                                  |
| 7.                               | The Big L.                                  | 4:29                             |                                  |                                  |                                  |                                  |                                  |                                  |                                  |
| 8.                               | (Do You Get) Excited?                       | 4:18                             |                                  |                                  |                                  |                                  |                                  |                                  |                                  |
| 9.                               | Small Talk                                  | 3:54                             |                                  |                                  |                                  |                                  |                                  |                                  |                                  |
| 10.                              | Physical Fascination                        | 3:31                             |                                  |                                  |                                  |                                  |                                  |                                  |                                  |
| 11.                              | Things Will Never Be the Same               | 4:29                             |                                  |                                  |                                  |                                  |                                  |                                  |                                  |
| 12.                              | Perfect Day                                 | 4:05                             |                                  |                                  |                                  |                                  |                                  |                                  |                                  |
| 48:51                            |                                             |                                  |                                  |                                  |                                  |                                  |                                  |                                  |                                  |

| Joyride 2009 reissue (CD bonus tracks) | Joyride 2009 reissue (CD bonus tracks) | Joyride 2009 reissue (CD bonus tracks) | Joyride 2009 reissue (CD bonus tracks) | Joyride 2009 reissue (CD bonus tracks) | Joyride 2009 reissue (CD bonus tracks) | Joyride 2009 reissue (CD bonus tracks) | Joyride 2009 reissue (CD bonus tracks) | Joyride 2009 reissue (CD bonus tracks) | Joyride 2009 reissue (CD bonus tracks) |
| #                                      | Cím                                    | Hossz                                  |                                        |                                        |                                        |                                        |                                        |                                        |                                        |
| -------------------------------------- | -------------------------------------- | -------------------------------------- | -------------------------------------- | -------------------------------------- | -------------------------------------- | -------------------------------------- | -------------------------------------- | -------------------------------------- | -------------------------------------- |
| 16.                                    | The Sweet Hello, The Sad Goodbye       | 4:46                                   |                                        |                                        |                                        |                                        |                                        |                                        |                                        |
| 17.                                    | Love Spins (Demo)                      | 3:29                                   |                                        |                                        |                                        |                                        |                                        |                                        |                                        |
| 18.                                    | Seduce Me (Demo)                       | 3:54                                   |                                        |                                        |                                        |                                        |                                        |                                        |                                        |
| 71:13                                  |                                        |                                        |                                        |                                        |                                        |                                        |                                        |                                        |                                        |

| Joyride – 2009 reissue (iTunes bonus tracks) | Joyride – 2009 reissue (iTunes bonus tracks)               | Joyride – 2009 reissue (iTunes bonus tracks) | Joyride – 2009 reissue (iTunes bonus tracks) | Joyride – 2009 reissue (iTunes bonus tracks) | Joyride – 2009 reissue (iTunes bonus tracks) | Joyride – 2009 reissue (iTunes bonus tracks) | Joyride – 2009 reissue (iTunes bonus tracks) | Joyride – 2009 reissue (iTunes bonus tracks) | Joyride – 2009 reissue (iTunes bonus tracks) |
| #                                            | Cím                                                        | Hossz                                        |                                              |                                              |                                              |                                              |                                              |                                              |                                              |
| -------------------------------------------- | ---------------------------------------------------------- | -------------------------------------------- | -------------------------------------------- | -------------------------------------------- | -------------------------------------------- | -------------------------------------------- | -------------------------------------------- | -------------------------------------------- | -------------------------------------------- |
| 19.                                          | Come Back (Before You Leave) (Demo)                        | 4:09                                         |                                              |                                              |                                              |                                              |                                              |                                              |                                              |
| 20.                                          | Joyride (US Remix)                                         | 4:04                                         |                                              |                                              |                                              |                                              |                                              |                                              |                                              |
| 21.                                          | Fading Like a Flower (Every Time You Leave) (Gatica Remix) | 3:55                                         |                                              |                                              |                                              |                                              |                                              |                                              |                                              |
| 83:21                                        |                                                            |                                              |                                              |                                              |                                              |                                              |                                              |                                              |                                              |

## Slágerlista
| Slágerlista (1991)                       | Legjobb helyezés |
| ---------------------------------------- | ---------------- |
| Australian Albums (ARIA)                 | 2                |
| Austrian Albums (Ö3 Austria)             | 1                |
| Belgian Albums (IFPI)                    | 3                |
| Canadian Albums (RPM)                    | 3                |
| Danish Albums (Hitlisten)                | 1                |
| Austrian Albums (Album Top 100)          | 4                |
| European Albums (Music & Media)          | 1                |
| Finnish Albums (Suomen virallinen lista) | 1                |
| UK Albums (Offizielle Top 100)           | 1                |
| Greek Albums (IFPI)                      | 2                |
| Hungary Albums (MAHASZ)                  | 4                |
| Irish Albums (IFPI)                      | 6                |
| Japanese Albums (Oricon)                 | 12               |
| New Zealand Albums (RMNZ)                | 4                |
| Norwegian Albums (VG-lista)              | 1                |
| Spanish Albums (AFYVE)                   | 6                |
| Swedish Albums (Sverigetopplistan)       | 1                |
| Swiss Albums (Schweizer Hitparade)       | 1                |
| UK Albums (OCC)                          | 2                |
| US Albums (Billboard)                    | 12               |

| Slágerlista (1991)                 | Helyezés |
| ---------------------------------- | -------- |
| Australian Albums (ARIA)           | 10       |
| Austrian Albums (Ö3 Austria)       | 1        |
| Canada Top Albums/CDs (RPM)        | 12       |
| Dutch Albums (MegaCharts)          | 5        |
| European Albums (Music & Media)    | 2        |
| German Albums (Offizielle Top 100) | 2        |
| New Zealand Albums (RMNZ)          | 33       |
| Norwegian Albums (VG-lista)        | 2        |
| Swiss Albums (Schweizer Hitparade) | 2        |
| UK Albums (OCC)                    | 21       |
| US Billboard 200                   | 52       |

| Slágerlista (1992)                 | Helyezés |
| ---------------------------------- | -------- |
| European Albums (Music & Media)    | 60       |
| German Albums (Offizielle Top 100) | 14       |

### Minősítések
| Ország                           | Minősítés  | Eladások   |
| -------------------------------- | ---------- | ---------- |
| Ausztrália ARIA                  | 3x platina | 210.000    |
| Argentína (CAPIF)                | 6x platina | 360.000    |
| Ausztria (IFPI Austria)          | 3x platina | 150.000    |
| Németország (BVMI)               | 7x platina | 1.750.000  |
| Egyesült Királyság (BPI)         | 2x platina | 600.000    |
| Finnország (Musiikkituottajat)   | 2x platina | 101.197    |
| Hollandia (NVPI)                 | 2x platina | 200.000    |
| Új-Zéland (RMNZ)                 | arany      | 7500       |
| Spanyolország (PROMUSICAE)       | 2x platina | 200.000    |
| Svédország (GLF)                 | 6x platina | 600.000    |
| Svájc (IFPI) Svájc               | 4x platina | 200.000    |
| Amerikai Egyesült Államok (RIAA) | platina    | 1.300.000  |
| Kanada (Music Canada)            | 5x platina | 500.000    |
| Világszerte                      |            | 11.000.000 |